# 内海哲也
内海 哲也（うつみ てつや、1982年4月29日 - ）は、京都府城陽市出身の元プロ野球選手（投手、左投左打）、プロ野球コーチ。

## 経歴

### プロ入り前
敦賀気比高等学校で左腕エースとして活躍し注目された。高校時代は田中良平・森大輔とともに「北陸三羽ガラス」と呼ばれた。仲澤忠厚や李景一らとともに1999年の秋季福井大会・北信越大会では他校を寄せ付けない圧倒的な強さで優勝し、翌年の選抜高等学校野球大会への出場を確実とした。第30回明治神宮野球大会では内海自身は本調子では無かったが、強力打線の援護により準優勝。第72回選抜高等学校野球大会に出場することが決まり、優勝候補に挙げられていたが、他の部員の不祥事により、敦賀気比高校は甲子園出場を辞退した。
高3夏の福井大会予選では、打線の中心だった仲澤が退部して戦力が弱体化した影響もあり、初戦では福井高等学校、準決勝では若狭高等学校相手にいずれも延長戦を制して辛勝するも、決勝では山岸穣・天谷宗一郎を擁する福井商業高等学校相手に延長10回の末に2-3で惜敗し、あと一歩で甲子園出場は果たせなかった。阪神タイガースのスカウトに「高校生では打てない」と評された落差の大きなカーブと恵まれた体格から投じる角度のついた最速144km/hの速球の緩急自在な投げ分けで三振の山を築いた。1試合平均14個を超える奪三振率を誇り、「北陸のドクターK」の異名を取った。
2000年のドラフト会議では複数球団による1位指名での争奪戦が確実視されていたが、祖父の内海五十雄が巨人の野手だったこともあり、ドラフト直前に巨人以外からの指名は拒否することを表明した。そのため、ドラフト会議では巨人が単独で3位以降で指名することが想定されたが、オリックス・ブルーウェーブが1位指名した。指名直後に当時の監督の仰木彬から電話を受けるなどしたため、一時はオリックス入団に傾いたが、高校時代にバッテリーを組んでいた李が巨人から8位で指名されたことで逆に巨人への気持ちを強くし、最終的には東京ガスへ進んだ。同期入社には片岡易之がいる。社会人時代は香月良太・森大輔とともに「三羽ガラス」と呼ばれていた。
2003年の第74回都市対抗野球大会にシダックスの補強選手として出場し準優勝。同年のドラフト会議で巨人が自由獲得枠で交渉権を獲得し入団。背番号は祖父と同じ26に決まった（言われるまで知らなかったらしい）。

### 巨人時代

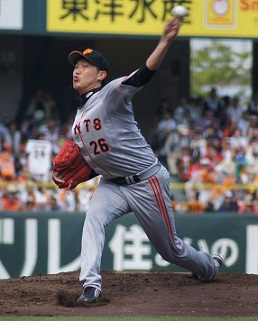
2012年

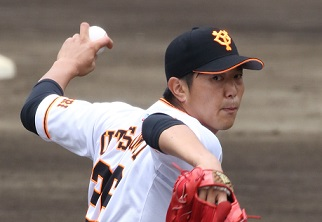
巨人時代

2004年は二軍で9勝を挙げイースタン・リーグ最優秀防御率を獲得。勝ち星こそつかなかったが、一軍初先発も経験した。
2005年は監督の堀内恒夫に才能を認められ、林昌範らと競って開幕ローテーションを勝ち取り、4月だけでプロ初勝利を含む3勝を挙げるが、その後は打ち込まれ、6月以降は1勝もできず4勝9敗、防御率5点台に終わった。
2006年は開幕は中継ぎでスタートするが、4月8日の中日ドラゴンズ戦（ナゴヤドーム）で故障離脱した高橋尚成の代役として先発し、6回無失点に抑えシーズン初勝利。4月15日の横浜ベイスターズ戦（横浜スタジアム）で初完投勝利、7月2日の阪神タイガース戦（東京ドーム）で初完封勝利を挙げた。

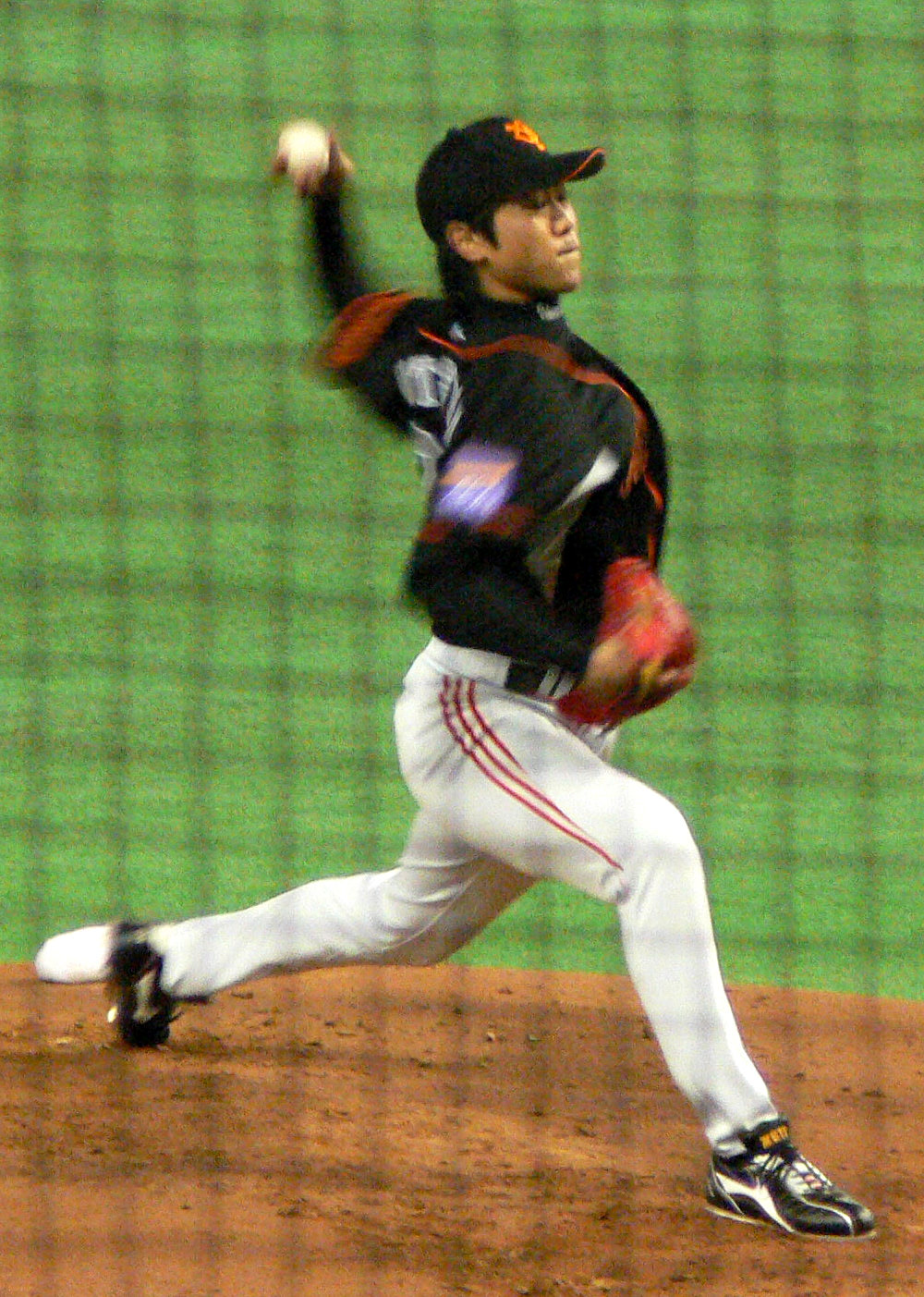
投球する内海（2006年日米野球）

同年は先発に定着。スライダーを習得して飛躍の年となり、チームトップの12勝を記録。オールスターゲームや日米野球にも出場した。リーグ4位の防御率2.78やリーグ3位の179奪三振を記録した一方で打線の援護にも恵まれず、リーグ最多タイの13敗を記録。投球面では9暴投（リーグ最多タイ）を記録した上、左打者に対する被打率が高いという課題を残した。そのため、オフにはシュートの取得を目指した。12月12日には年俸4000万円（2000万円増）で契約を更改した。
2007年3月30日の横浜戦（横浜スタジアム）で初の開幕投手を務め、7回2失点の内容で勝利投手となり大役を果たす。その後も安定した活躍を続け、9月19日の阪神戦では自己最多の13勝目を挙げる。最終的に高橋尚成と並ぶチームトップタイの14勝（リーグ2位）を挙げ、防御率3.02（リーグ3位）、自身初タイトルとなる最多奪三振（180）を獲得。優勝を争った中日相手には4勝1敗の好成績でホームゲームでは無敗だった。中日と対戦したクライマックスシリーズでは初戦に先発。内海は前述のように中日を得意としていたがタイロン・ウッズに2点本塁打を打たれるなど4回4失点（自責点2）でKOされ敗戦投手となった。その後チームはストレートの3連敗で日本シリーズ進出を逃した。シーズン終了後、チームがセス・グライシンガーを獲得したことについて、あるイベントで内海は「（補強する）お金があるなら投手陣に回して欲しい。僕ら3人（ローテーションを投げぬき2桁勝利を挙げた内海、高橋尚成、木佐貫洋）は精一杯やったし、他のみんなもそう」と、球団の相次ぐ補強に物申した。こうした補強に対する反発・苦言とも取れる発言が公になることは全球団でも異例で、この後に球団から厳重注意を受け、さらに公式サイトが予告なしに閉鎖された。内海は発言について反省し、球団批判はしないと述べた。
2008年は春季キャンプ中に脇腹を痛め、オープン戦前半を欠場。開幕投手も高橋尚成に譲るが、ローテーションの軸として1年間活躍し、12勝8敗でシーズンを終了した。打線の援護に恵まれない一方でエラーから自滅する試合や、突然の連続四球で降板する試合も目立ち、与四球68はセ・リーグワーストを記録した。前年4勝1敗と得意としていた中日戦も0勝5敗と相性が悪く、苦しい1年となった。阪神戦には相性が良いため、終盤の直接対決で好投する場面も多く（最後の直接対決3試合全てに先発して勝利）、チームの優勝（メークレジェンド）に貢献した。ポストシーズンでは中日とのCS第3戦に先発し5回3失点で降板した。埼玉西武ライオンズとの日本シリーズでは第3戦と第7戦に先発し、第3戦では5回まで無失点に抑えるが6回に捕まり3連打で1点を取られ降板すると2番手の西村健太朗が中村剛也に3点本塁打を打たれて5回1/3を3失点という結果になったが打線の援護にも助けられ勝利投手となった。第7戦は4回まで無失点に抑えたが5回に代打・ヒラム・ボカチカのソロ本塁打で1点差に迫れると6回に一死を取ったとこで降板。第3戦に続き5回1/3を投げるに留まったが1失点に抑え役割を果たした。しかし、7回からリリーフした越智大祐が8回に打ち込まれ逆転を許し日本一を逃した。四球の多さに不安こそ残したものの、被本塁打は7本と両リーグの規定投球回到達者中、楽天の岩隈久志、阪神の岩田稔に次ぐ少なさを誇り、防御率2.73、奪三振154は共にリーグ3位を記録した。
2009年は開幕前の3月に開催された第2回ワールド・ベースボール・クラシック(WBC)の日本代表に選出された。3月20日（日本時間）の韓国戦に先発。頭部直撃の死球を出すなど制球に苦しみ、3回途中1失点で降板（勝敗付かず）。今大会ではこれが唯一の登板だった。シーズンでは、5月4日の阪神戦での敗戦後に二軍落ちを経たが、その後再昇格してからは本来の投球スタイルを取り戻し、8月再度不調に陥ったが、9月は1完封勝利を含む4勝0敗、防御率1.16で自身初の月間MVPを受賞。その後、公式戦最後の10月12日東京ヤクルトスワローズ戦に10勝目をかけ先発。内海は6回を2失点に抑え、勝利投手の権利を得た状態で降板したが8回裏に逆転され勝利投手になれなかった。最終的には前年に続いて2点台（リーグ7位）の防御率を残すが、前半戦4勝止まりだったことが響き、4年連続2桁勝利はならなかった。チームトップの179回2/3を投げ、四球を減らすことが出来たものの、逆に被本塁打が激増し、奪三振が減ってしまった。チームはリーグ3連覇を達成し、CSファイナルステージは登板予定の試合の前に勝ち抜けが決まったことで登板はなかった。北海道日本ハムファイターズとの日本シリーズは第2戦に先発し、3回裏二死から5連打を打たれ4失点で敗戦投手となったが、その後の第6戦では先発だった東野峻が、初回二死の場面で髙橋信二の投直を右手の甲に受け降板した後に急遽マウンドに上がり、4回2/3を無失点に抑えて勝利投手となり、日本シリーズ優勝に貢献した。
2010年は巨人選手会長に就任し、2013年まで務めた。3月26日のヤクルト戦では自身二度目の開幕投手を務め、8回1失点で勝利投手となった。左脇腹痛で登録抹消されたが、再昇格直後に登板した5月9日の対横浜戦で、巨人の左腕投手としては前年の山口鉄也以来となる開幕5連勝を達成した（先発に限れば1971年の高橋一三、2002年・2007年の高橋尚成、2004年の工藤公康に次いで4人目）。6月18日は完封勝利で中日から3年ぶりの白星を挙げた。しかし、8月11日の試合で結果が残せず、原監督から中継ぎ降格を告げられる。翌日の試合で前日からの連投の形で中継ぎ登板し、1回を無失点に抑え、8月27日の中日戦で完投勝利し、8勝目。最終的に2年ぶりとなる2桁勝利（11勝）を挙げたが、早い段階で打ち込まれて降板する試合が目立ったことから、防御率が自己最低の4点台（4.38）と精彩を欠いた。ポストシーズンでは中日とのCSファイナルステージ第2戦に先発し6回2失点と粘投したが、打線の援護に恵まれず敗戦投手になった。なお、契約更改時に年俸ダウンを不服とし、1回目の更改時では保留したが最終的に2000万円ダウンで更改した。
2011年は開幕投手を東野に奪われたが、春先から好調を維持。4月13日の対ヤクルト戦（北九州市民球場）でシーズン初勝利を挙げると、5月6日の対中日戦から6月18日の対西武戦まで7連勝した。この期間中、5月28日の対千葉ロッテマリーンズ戦（QVCマリンフィールド）で完封勝利、前述の西武戦では1失点完投勝利を挙げ、同年5月の月間MVP（月間MVP受賞は自身2度目）と交流戦優秀選手をそれぞれ受賞した。その後も新たに習得したフォークを武器に安定した投球を続け、前年の不調を断ち切るエース級の働きをみせ、7月19日の対中日戦（HARD OFF ECO スタジアム 新潟）でセ・リーグ投手最速で10勝目に到達。9月25日の対阪神戦（甲子園）では自己新記録となる15勝目を挙げた。巨人の左腕投手の15勝到達は1979年の新浦寿夫以来、32年ぶりであった。最終戦となった10月22日の対横浜戦では、長野久義の代打逆転サヨナラ満塁本塁打で18勝目を挙げ吉見一起（中日）とともに、巨人の左腕投手としては1969年の高橋一三以来42年ぶりとなる最多勝を獲得。防御率も自己最高となる1.70（リーグ2位）の好成績を残した。ヤクルトとのCSファーストステージでは第2戦に先発し6回1失点と好投、5回には自らスクイズバントを決めるなど投打にわたる活躍を見せ白星を挙げた。契約更改では1億円増の推定年俸2億2000万円でサインした。
2012年は2年ぶりの開幕投手となった開幕戦、ヤクルトと対戦し6回3失点で降板し、黒星スタートとなった。4月12日の対中日戦で史上130人目の1000奪三振を達成し、シーズン初勝利を挙げた。シーズン序盤はやや安定感を欠いたが、交流戦では4勝0敗、防御率1.29の成績でチームをセ・リーグ球団初の優勝に貢献し、MVPを獲得。さらに7月16日の阪神戦（甲子園）からレギュラーシーズン最終登板の10月5日の横浜DeNAベイスターズ戦（東京ドーム）まで8連勝を記録。先発陣の中でただ1人ローテーションを守りきり、巨人では斎藤雅樹（1995年 - 1996年）以来、巨人の左腕投手では史上初となる2年連続で最多勝を獲得した。防御率は2年連続で1点台（1.98）ながら、またも防御率タイトルは獲得できず、リーグ3位に終わる（プロ野球史上では村山実の1965 - 1966年以来46年ぶりの珍事）。中日とのクライマックスシリーズ第1戦に先発するも6回2失点で負け投手になり、第5戦では5回途中にトニ・ブランコに2点本塁打を打たれ同点とされたところで降板。日本シリーズでは、第1戦目に7回を投げ無失点、第5戦目にも先発し8回2失点と好投、2試合とも勝ち星を挙げた。その好成績で、同年のセ・パ交流戦に続いて日本シリーズでもMVPに選出された。12月4日に第3回WBCの日本代表候補選手34人が発表され候補入りした。また契約更改では推定年俸4億円で4年契約を結んだ。
2013年2月20日第3回WBC日本代表選手28人が発表され代表入りした。同大会では2試合に中継ぎで登板し、2回1/3を投げて被安打2・自責点4点・防御率15.43だった。シーズンでは、6月16日の福岡ソフトバンクホークス戦で完投勝利してプロ通算100勝を達成した。8月6日の対DeNA戦で通算1500投球回達成。後半戦は調子を取り戻し4年連続の2桁勝利（13勝）を達成したが、前半戦の不調が響いて3年連続の最多勝は逃し防御率も1点以上悪化（3.31）、ローテーションに定着した2006年以降で最小の1完投、2005年以来8年ぶりの0完封となった。クライマックスシリーズではファイナルステージ第1戦に登板するも4回2失点で降板した。日本シリーズでは第1戦と第5戦に先発し、第1戦では6回無失点と好投し勝ち投手となった。第5戦では先制点を許したものの6回2失点と試合を作った。第7戦には中継ぎ登板し3回を無失点に抑えた。チームは3勝4敗で敗れたが内海自身は優秀選手賞に選出された。
2014年は好投しながらも勝ち星がつかないなど不運もあり開幕から9試合勝ち星がつかず、5月29日の楽天戦でようやく初白星を挙げた。6月には左肩の違和感で先発を急遽回避して抹消されるなど7月までわずか1勝にとどまる。8月以降ようやく復調し、後半戦は8月と9月で計6勝を記録するなど活躍した。特にDeNAとの相性がよく、8月29日、9月12日の登板では完封勝利を挙げ、9月26日の試合では優勝を決める試合で先発し、8回途中まで投げる粘りを見せる。規定投球回への到達は危ぶまれていたが（その後到達し9年連続の達成となった）、それでも100奪三振は達成し、防御率も前年より改善し、3.17を記録した（リーグ6位）。にもかかわらず、シーズン全体では7勝9敗に終わり、連続2桁勝利も4年で途絶えた。阪神とのクライマックスシリーズでは開幕投手を任されたが、初回に鳥谷敬に先制適時二塁打、マウロ・ゴメスの2点本塁打などで3点を先制されると3回には再びゴメスに適時打を打たれ3回までに4点を奪われる。4回以降は無失点に抑えたが6回2/3を4失点で敗戦投手となった。この後チームも打線の低迷もありCS史上初の4連敗で敗退した。
2015年はオープン戦で左前腕部を故障し、開幕二軍スタートとなった。6月5日のソフトバンク戦で先発し、4回途中5失点と打ち込まれ、試合後に再びの二軍落ちが決まった。その後杉内が抹消されたことに伴い、7月29日に一軍登録された。DeNA戦（京セラドーム大阪）に先発し、6回まで2失点と好投したが7回に走者をためると足がつりこの回途中で降板した。後を受けたスコット・マシソンが梶谷隆幸に同点適時打を打たれ、勝利投手になれなかった。この試合で足にトラブルが起きたことで、再び登録抹消となった。8月12日に再度一軍登録され、その日のDeNA戦（東京ドーム）で先発すると、立ち上がりは良好であったが4回に崩れ始めた。結局は5回2/3を投げて4失点(自責2)の内容ではあったが、打線の援護とリリーフ陣の粘投があってチームは接戦を制し、内海は同年の初勝利を挙げた。10月4日、出場選手登録が公示された。その日のシーズン最終戦であるヤクルト戦に先発し、5回無失点の投球で2勝目を挙げたが、1年目を除いて一軍定着した05年以降では最低の成績に終わった。クライマックスシリーズではファーストステージ第1戦に中継ぎとしてベンチ入りしたが第2戦、第3戦はベンチを外れた。そしてチームは2勝1敗で阪神を下しファイナルステージへ進出。そのファイナルステージ第1戦で先発を任された。内海がファイナルステージ初戦の先発を任されたのは2012年から4年連続となった。3回まで無失点で4回に畠山和洋に先制のソロ本塁打を許したが、チームはその後すぐに逆転に成功。5回に二死をとって交代となり、5安打3四球で4回2/3を1失点も勝利投手権利目前での交代だったためまたもファイナルステージでの勝ち投手はお預けとなった。その後はリリーフ陣が無失点で押さえ、チームは勝利した。だが翌日から3連敗で日本シリーズ進出を逃した。
2016年は前半はオープン戦での不振や故障で一軍登板できず、中盤から先発へ復帰。7月19日の対阪神戦では2年ぶりの2桁奪三振を記録した。全盛期のような球威はなかったが、緩急を使い、コーナーを丁寧に突く投球術と牽制・クイックなどの技術を駆使して順調に白星を重ね、9月30日の阪神戦最終登板では、7回無失点で勝利投手権利を持ち降板したがリリーフの澤村拓一が2失点し逆転負け、10勝には届かなかった。2年ぶりに100回を投げるも規定投球回にも届かず完全復活とはならなかったが、中盤から復帰したにもかかわらず、前年・前々年を上回る9勝を挙げた。CSファーストステージ対DeNA第3戦に先発するが2回途中3失点で降板、延長の末にチームは敗退した。3年連続で2桁勝利を逃したこともあり、契約更改では減額制限を超える2億減の推定年俸2億円でサインした。
2017年はシーズン当初はローテーション入りし、初登板のDeNA戦では自ら適時打を打つなどして白星を挙げたものの、徐々に調子を崩し、また他の先発投手との兼ね合いもあり、登板と登録抹消を繰り返しながらシーズンを過ごしたものの、2勝7敗、防御率も5点台後半に終わった。契約更改では2年連続の減額制限越えとなる50％ダウンの1億円で契約を更改した。
2018年は2年ぶりに開幕を二軍で迎えたが初登板となった5月10日の阪神戦で初勝利を挙げた。交流戦以降も好調を維持し、7月31日のDeNA戦で自身4年ぶりの完封勝利を挙げた。その後調子を崩し、9月5日のDeNA戦では7年ぶりにリリーフ登板を果たした（2回2失点）。最終成績は15試合に登板し、5勝5敗、防御率4.17だった。

### 西武時代

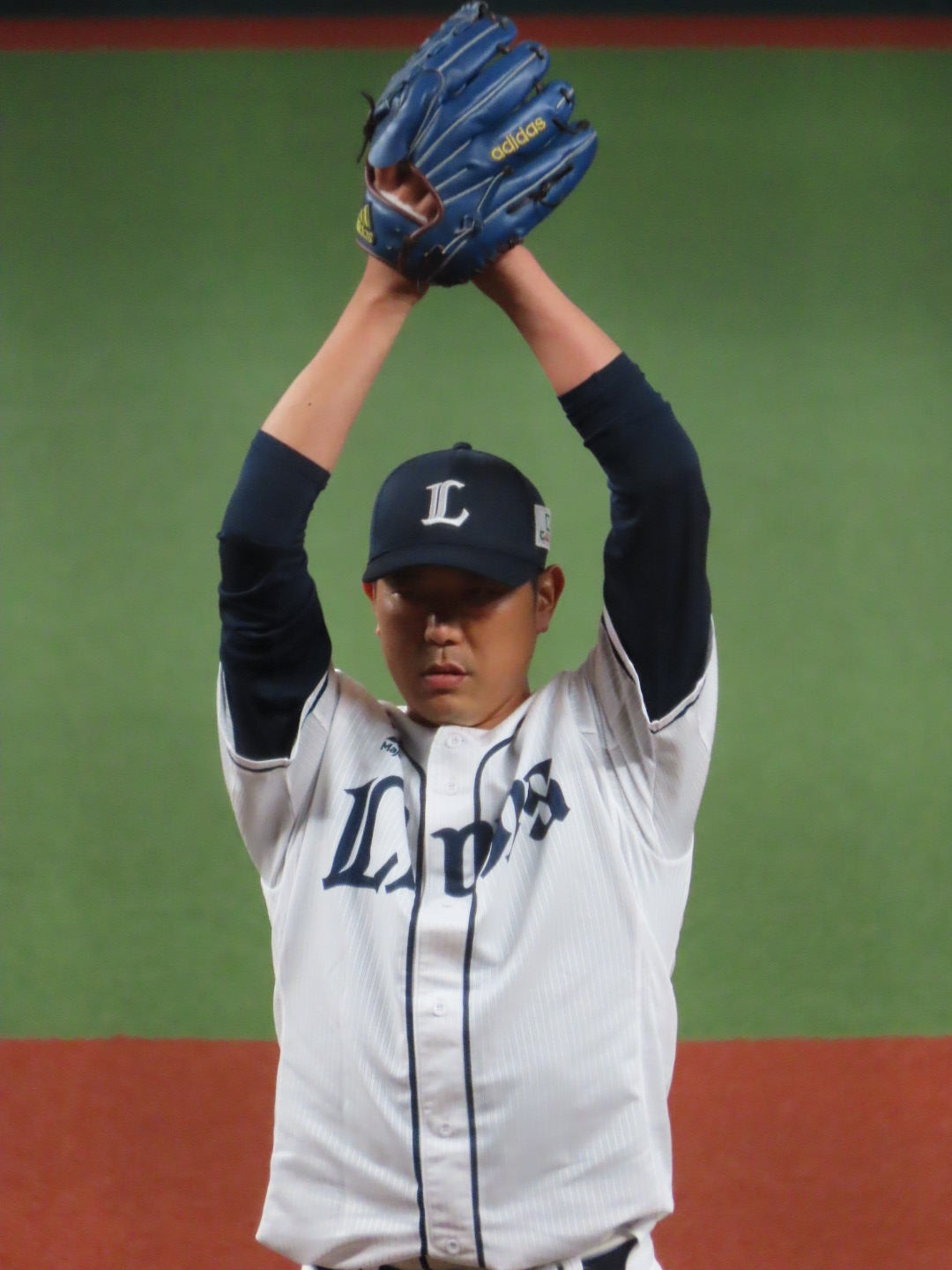
埼玉西武ライオンズ選手時代
（2022年4月29日 ベルーナドーム）

2018年12月20日に国内FAを宣言をした埼玉西武ライオンズの炭谷銀仁朗を巨人が獲得したことによる人的補償として、西武への移籍が巨人球団から発表された。12月21日にNPBから公示される。巨人の開幕投手経験者がFA移籍に関わる人的補償で他球団に移籍することは球団史上初のことであった。12月21日に西武球団事務所で入団会見。背番号は「いろいろ候補はあったんですが、1つでも上に行くという思いを込めて、（炭谷）銀仁朗君の後になりますが、26番より先に行くという気持ちで」巨人へ移籍した炭谷が着用していた27を自ら希望して選択した。なお、西武で27を投手が着用するのは、前身の西鉄～太平洋クラブ～クラウンライター（福岡本拠）時代を含めても初めてだった（福岡本拠時代は内野手及び外野手（関口清治・田中久寿男・竹之内雅史など）が、西武時代1981年に内野手の大原徹也が着用した後、1982年入団の伊東勤が着用して以降は正捕手の番号として定着し、2024年には炭谷も現役捕手として西武に復帰し、再度27を着用したことから、同年までの時点では唯一の投手による着用事例となった。ただし、田中は入団から2年目途中まで投手で、その時点では28を着用していた）。また、巨人に在籍した経験のある選手が27を着用するのは木暮力三・難波昭二郎・田中久寿男次ぐ4人目だった。

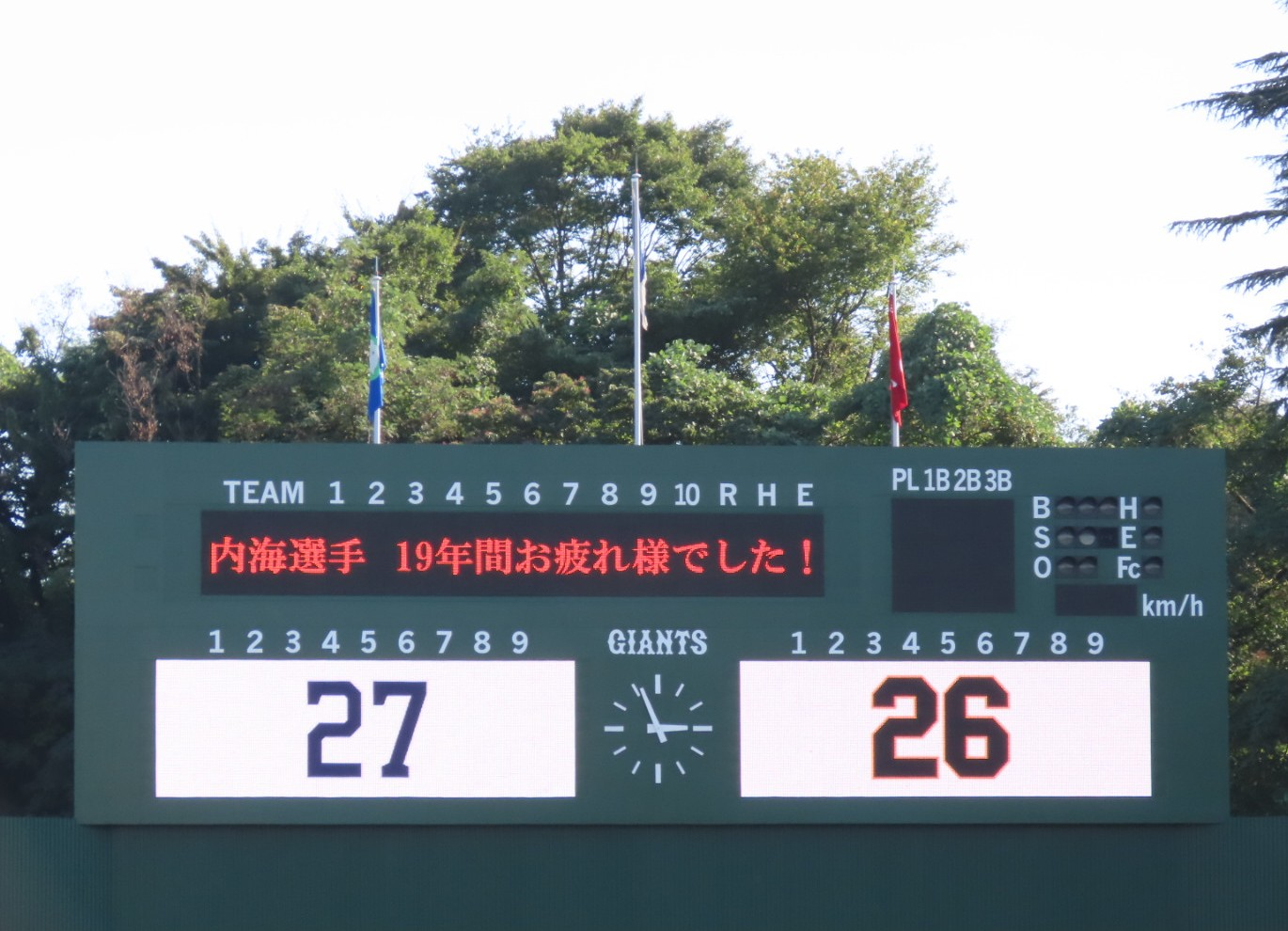
ジャイアンツ球場にて(2022年10月2日)

2019年は開幕前に左前腕に故障を発症し二軍で迎えた。一時は回復するも5月に再発。その間、リハビリと調整をし8月中旬から二軍戦で調整登板に入る。8月16日のイースタン・リーグで古巣の巨人戦（ジャイアンツ球場）で中継ぎとして6回から登板したが一死も取れず8失点と調子は振るわなかった。その後もシーズンの最後まで本調子には遠く、プロ入りしてから初めて一軍登板なしに終わった。9月27日、現役続行を表明。10月7日から開催されるみやざきフェニックス・リーグへの参加を球団に志願をしフェニックスリーグに参加をする。10月10日、フェニックスリーグ登板後に左腕に張りを訴え10月24日、左前腕・筋腱修復の手術を東京都内で行う。
2020年は前年に受けた手術のリハビリも兼ねてキャンプはB班となり開幕を二軍で迎える。イースタン・リーグで6試合に登板し3勝2敗、防御率5.58だったが、8月22日に移籍後初となる一軍に昇格する。同日の対オリックス・バファローズ戦（京セラドーム大阪）で移籍後初登板、2年ぶりの先発登板を果たしたがアダム・ジョーンズからの2打席連続被弾もあり6回4失点（自責3）で敗戦投手となった。この試合で杉本裕太郎から見逃し三振を奪い史上56人目の通算1500奪三振を達成した。9月2日、千葉ロッテマリーンズ戦（ZOZOマリンスタジアム）にて再び先発として登板。5回を2安打6奪三振無失点に抑え降板。6回表にチームが得点し勝ち投手の権利を得る。その後、味方の援護と救援陣の好投もあり、チームは4-2で勝利。巨人時代の2018年8月21日、対DeNA戦以来743日ぶりの勝利、移籍後初勝利を挙げた。9月9日のオリックス戦では本拠地初登板となったが、相手選手の打球が左膝を直撃した影響もあり4回4失点で本拠地初勝利とはならなかった。9月18日、ロッテ戦で4回4失点（自責2）で敗戦投手となり、23日の公示で登録を抹消された。その後フェニックスリーグに参加するが、チームのCS進出の可能性がなくなったこともあり、帰京することになった。
2021年はキャンプではB班となり開幕を二軍で迎える。イースタン・リーグで7試合に登板し4勝0敗、防御率1.80と安定した成績を残し、6月3日、一軍に昇格する。同日、古巣の対読売ジャイアンツ戦（東京ドーム）で2021年の初先発初登板を果たすが、2回を5安打3失点で降板する。同月9日、対DeNA戦（メットライフドーム）で先発登板し、5回を6安打3失点、2点リードの状態で勝ち投手の権利を得て降板。継投でチームは5-3で勝利した。これにより移籍後初となる本拠地での初勝利を挙げた。11月3日、翌年より投手兼投手コーチに就任することが発表された。オフに1125万円減の推定年俸4500万円で契約を更改した。
2022年は二軍で18回無失点と結果を残し、5月7日の日本ハム戦（ベルーナドーム）でシーズン初先発。この試合で通算2000投球回（史上92人目）を達成した。5月21日の日本ハム戦（札幌ドーム）でシーズン2度目の先発登板をするが、4回2/3を3失点で降板した。この年は8月中旬時点でこの2試合の登板に留まり、8月16日に今シーズン限りで現役を引退することが発表された。9月19日に引退登板を行い、山﨑剛をセカンドゴロに打ち取った。そして10月2日のファーム最終戦となった古巣の対読売ジャイアンツ（読売ジャイアンツ球場）で改めて引退登板を行い、石川慎吾を見逃し三振に仕留めた。

### 現役引退後
2023年は西武のファーム投手コーチを務めた。背番号は97。シーズンオフの10月6日付で退団後、阿部慎之助が監督に就任した巨人に一軍投手コーチとして復帰。背番号は77。リリーフ陣の立て直しに尽力、リリーフ防御率2.27というリーグ最強のブルペンへと生まれ変わらせた。

## 選手としての特徴
スリークォーターから投げる平均球速約139km/h、最速148km/hのストレートとツーシーム、スライダー（スラーブ）、縦に落ちるカーブ、スクリュー（チェンジアップ）、カットボールなど多彩な変化球を決め球に投球を組み立てる。加えて2011年シーズン開幕前にフォークボールの習得に挑戦している。
スクリューは2012年までチェンジアップと呼ばれていたが、「最近、チェンジアップがわがまま顔になってきて、スクリューっていう言葉が絶滅しつつある。ぼくはこれからスクリューでいきたい」としてスクリューと呼ぶように求めた。
2008年には突然四球を連発することも見られたため「突発性四球病」と言われたものの、2009年以降は改善された。また、2010年オフより体幹強化や関節の可動域拡大に効果のあるとされるPNF（固有受容性神経筋促通法）トレーニングと呼ばれる調整法を導入した。
クイックモーションは平均1.1秒台を記録し、左投手であることもあって牽制も非常に上手い。2012年の被盗塁企図数は1つのみである。
高校時代はクリーンナップを打っており、プロ入り後も2006年には打率.214を記録するなど、投手としては打撃にも長けている。その反面、バントは苦手としている。
巨人時代は日本シリーズでの相性が良く、通算で5勝（1敗）を挙げている。一方でクライマックスシリーズでの相性が悪く、2011年のファーストステージ第2戦で挙げた1勝のみでファイナルステージでは計7試合先発し、2007年、2012年から2015年と5度も初戦の先発を任されたが全ての登板で未勝利に終わっている。
セ・パ交流戦では東北楽天ゴールデンイーグルスを得意としていた。通算11試合に登板し対戦成績は8勝1敗。2012年までは負けなしであった。2013年の日本シリーズでは3試合に登板し1勝を挙げている。

## 人物
愛称は「テツ」。
常にポジティブで明るく、人の気持ちに寄り添える優しい性格であることからチームメイトからの人望も厚い。また、負けず嫌いな一面も持つ。
積極的にファンサービスを行っており、練習後には100人以上のファンにサインや写真撮影を行うこともある。試合で使用するグローブに「家族」と刺繍を入れている。あえて名前を入れずに「家族」と入れたのは、「家族を守っていく」「家族からも支えてもらいたい」という意味からで、家族には親も含まれているという。自身も2007年、25歳の時に一般女性と結婚し、4児（3男1女）の父親である。
プロ入り後から仕送りを欠かしたことがなく、その額は年俸の半分になることもあった。これについて、内海の母は「うちは母子家庭。3人の息子がいて、末っ子の三男は大学に通っているんですが、お兄ちゃん（内海）は、その学費のことまで『心配するな』と言ってくれているんです。私が言うのもなんなんですが、本当に気持ちの優しい子なんです」と語った。2003年のドラフトで巨人入りした直後、契約金で実家のある京都に2階建て5LDKの一軒家をプレゼントした。内海は「ボクは一家の大黒柱だし、母と弟2人を養っていかなきゃならない。ずっと野球を続けてこれたのも、女手一つで育ててくれた、おかんのおかげですからね」と語っている。
移動中や遠征先では漫画をよく読んでおり、少年期はドラゴンボールやSLAM DUNKを読んで育った。
オフに施設訪問を毎年行っており、2008年から奪三振の数だけランドセルの寄付を行っていて、2012年時点で655個のランドセルを寄付した。2013年から寄付するランドセルの個数を、奪三振数より値の大きい投球回数分に変更した。また球団の公式通販サイトとオフィシャルストアで発売される「ジャイアンツオリジナルランドセル」（4万7,250円）を届けることを発表した。2014年は、144の寄付をしたことが公表された。2015年は128個を寄付したことが公表された。また2014年からは東日本大震災被災地の児童養護施設への支援も行っており、それらの活動が評価され2016年にゴールデンスピリット賞を受賞した。
ランドセルの寄付活動は西武への移籍後も行っており、2022年時点では1500個以上のランドセルを寄付している。西武移籍後は二軍戦の投球回数も寄付するランドセルの個数に含めている。

## エピソード
内海が巨人に入団した時の投手陣は、エースの上原浩治に桑田真澄、高橋尚成らの生え抜き投手とFA移籍した工藤公康がいたが、これら実績ある投手は一国一城の主として君臨し、若手投手からは口も利けなかったという。ある日、内海が先輩投手と話をしていた時、それを見たある選手に「内海は他の派閥に移った」と告げ口され、元々派閥意識がない内海は非常にショックを受けた。当時内海は、同じ左腕の高橋尚成を慕っており、数年後に高橋がメジャーに移籍した後は、投手陣のグアム自主トレのリーダーを引き継いだ。と同時に、あの暗黒時代が二度と起きないように、環境を変えようと決意。手始めに、後輩投手への呼び方を名前（あだ名）で呼ぶようにしたり、オフの調整方法を自ら教え、練習も出来るだけ一緒にやるようにしたという。その後、先輩投手が移籍や引退して行き、内海が投手陣のリーダー格になって来た時、チームもリーグ三連覇を達成し、ようやく自分の考えた環境（フラットな関係）に少しずつ変化して行った。2011年の12月、杉内俊哉が巨人移籍を発表した後も、年上（巨人は完全な年功序列）の杉内に承諾して貰いあだ名（トシ兄）で呼んでお互いの距離を縮め、若手投手との架け橋にも尽力したという。当時は一軍の実績がなかった田原誠次や、宮國椋丞をはじめとする新人や2～3年目の投手が次々と上がってきた際も、全てあだ名で呼べる空気に変えていった。のちに杉内自身、内海の心遣いは巨人に馴染むのに大変助かったと語っている。それは、2012年5月にノーヒットノーランを達成後、後日記念Tシャツを配った際、杉内は「誰も着てくれないんじゃないか･･･」と思っていたが、投手陣全員が試合前に記念Tシャツを着用して練習に望んでくれた時に実感したと言う。これについては同年に同じFAで移籍した村田修一も同意しており、「いつも明るくて元気、マウンドでも元気。落ち込んでいる姿を一切見せないっていうのが、エースなんだなと思う。 僕は今年に移籍してきましたけど、食事の席に乱入してきてくれたり、とけ込めるようにしてくれていた。ああいうことも自然にできるから、すごいですよね。助かりましたよ、本当に」と語っている。
自身が中継ぎのころ、毎試合後にブルペンのゴミを拾い、きれいに片付けてから引き揚げていた。スタッフは「初めて見たとき、感動した。後にも先にも彼だけ」と語った。
2005年、監督の堀内恒夫は二軍で投げていた内海の才能を見抜き、先発ローテーションの一角として登板させている。結果は4勝9敗、防御率5点台だったものの、堀内が去った翌年は2桁勝利を挙げる活躍を見せ、以後はチームのエースピッチャーへと成長した。内海自身も「今の自分があるのは勝てなくても堀内さんが使ってくれたおかげです」と堀内に感謝している。
2006年から2015年まで監督を務めた原辰徳には「ニセ侍」、「突発性四球病」と呼ばれもしたが、実はその裏では「お前が必要なんだ」といつも励まして使い続けてくれたという。様々な環境の中、押しつぶされそうだった内海を温かく見守ってくれた原の恩には、必ず日本一で報いたいと語っている。
巨人時代はチームメイトの山口鉄也とは仲が良く、山口は2012年に日本一を達成した際に「はじめて会った時から、内海さんは何も変わっていない。育成で入った僕を見下さなかった。最初から気さくに声をかけてくれた。何かがある時は必ず相談する。結婚も最初に報告しましたし、公私関係なくです。なぜかと言われればわからないんだけど、人柄、なんでしょうね」と語っている。2015年からチームキャプテンを務める坂本勇人とも、年こそ離れてはいるが公私ともに仲が良く、坂本は「もし自分が女性だったら、内海さんと付き合いたい」と語っている。
2012年巨人に在籍した中谷仁は、内海を選手としてだけでなく、ひとりの人間として尊敬していると語る。2012年、中谷は古巣楽天との試合で、アーリーワーク（早出練習）をしていた。すると楽天の関係者があいさつに来て、「お前はウチに残ってほしかったんだよ。でもいいな、ジャイアンツのユニフォームを着て」と言われたという。そのやり取りを聞いていた内海が少しムキになって中谷に「（中谷）仁さん、ありえないですね。普通ね、チームに残ってほしいと思うんだったら残すでしょう。社交辞令とはいえ、あれはないです。見返してやりましょう」と熱い言葉をかけたという。中谷は巨人に移籍して数カ月しか経っていなかったが、そうした内海の言葉に感激したという。中谷は翌年引退したが、「私が裏方になっても、接し方は何も変わらなかった。人として尊敬できる意識、考え方を持った選手です。私が巨人を辞める時、いろんなことを察してくれたのでしょうね。内海は多くを語らず、『仁さん、巨人に残ってくださいね』とだけ言ってくれた。それだけで私は嬉しかった。選手としてだけでなく、ひとりの人間として尊敬しています。頑張れ、内海！」とエールを送った。
2014年に戦力外となった井野卓と加治前竜一の自主トレに飛び入り参加し、約30分間、打撃投手を務めた。シーズンを終えたばかりのベテランが投球練習をする時期ではなく、秋季キャンプも打ち上げ、オフの時期であり、加えて本来は別の場所で練習予定だったが、2人との合同練習を優先した。「同じチームだったし、力になりたくて。少しでも実戦感覚を積んでほしいというか、感覚を研ぎ澄ませて合格への足しになれば。何とか頑張って欲しいし」と語り、1球、1球を丁寧に投げ込んだ。この粋な計らいに、加治前は「何億ももらっている人が戦力外の俺たちに投げてくれる。すごいよ」。井野は「涙腺弱ってきたのかな」と目元を赤くした。その後、井野は東京ヤクルトスワローズに入団し、加治前は社会人野球の三菱重工長崎に所属した。
内海を慕う巨人の後輩・今村信貴は「（内海さんは）あれだけプロで実績を残しているのに、誰にでも、いつでも態度が変わらない。天狗にならないし、若い僕たちとも気さくに話してくれる器の大きい方です。プロで出会ってから、自分も活躍して、ああいう人になりたいと思いました」と語っている。

## 詳細情報

### 年度別投手成績
| 年 度      | 球 団      | 登 板 | 先 発 | 完 投 | 完 封 | 無 四 球 | 勝 利 | 敗 戦 | セ 丨 ブ | ホ 丨 ル ド | 勝 率 | 打 者 | 投 球 回 | 被 安 打 | 被 本 塁 打 | 与 四 球 | 敬 遠 | 与 死 球 | 奪 三 振 | 暴 投 | ボ 丨 ク | 失 点 | 自 責 点 | 防 御 率 | W H I P |
| ---------- | ---------- | ----- | ----- | ----- | ----- | -------- | ----- | ----- | -------- | ----------- | ----- | ----- | -------- | -------- | ----------- | -------- | ----- | -------- | -------- | ----- | -------- | ----- | -------- | -------- | ------- |
| 2004       | 巨人       | 3     | 2     | 0     | 0     | 0        | 0     | 0     | 0        | --          | ----  | 60    | 14.0     | 14       | 1           | 4        | 0     | 0        | 13       | 0     | 0        | 8     | 8        | 5.14     | 1.29    |
| 2005       | 巨人       | 26    | 19    | 0     | 0     | 0        | 4     | 9     | 0        | 1           | .308  | 507   | 114.1    | 138      | 18          | 31       | 0     | 4        | 76       | 5     | 0        | 74    | 64       | 5.04     | 1.48    |
| 2006       | 巨人       | 31    | 28    | 6     | 2     | 0        | 12    | 13    | 0        | 1           | .480  | 795   | 194.0    | 163      | 13          | 52       | 3     | 7        | 179      | 9     | 0        | 69    | 60       | 2.78     | 1.11    |
| 2007       | 巨人       | 28    | 28    | 2     | 1     | 0        | 14    | 7     | 0        | 0           | .667  | 780   | 187.2    | 183      | 16          | 48       | 2     | 11       | 180      | 5     | 0        | 66    | 63       | 3.02     | 1.23    |
| 2008       | 巨人       | 29    | 29    | 2     | 1     | 2        | 12    | 8     | 0        | 0           | .600  | 772   | 184.1    | 166      | 7           | 68       | 3     | 7        | 154      | 3     | 0        | 71    | 56       | 2.73     | 1.27    |
| 2009       | 巨人       | 27    | 27    | 5     | 1     | 3        | 9     | 11    | 0        | 0           | .450  | 730   | 179.2    | 161      | 23          | 36       | 0     | 4        | 115      | 3     | 0        | 66    | 59       | 2.96     | 1.10    |
| 2010       | 巨人       | 27    | 26    | 2     | 1     | 1        | 11    | 8     | 0        | 0           | .579  | 636   | 148.0    | 168      | 14          | 32       | 3     | 4        | 121      | 1     | 0        | 84    | 72       | 4.38     | 1.35    |
| 2011       | 巨人       | 28    | 26    | 4     | 1     | 0        | 18    | 5     | 0        | 0           | .783  | 751   | 185.2    | 153      | 13          | 47       | 2     | 7        | 144      | 4     | 0        | 42    | 35       | 1.70     | 1.08    |
| 2012       | 巨人       | 28    | 28    | 3     | 2     | 0        | 15    | 6     | 0        | 0           | .714  | 757   | 186.0    | 173      | 8           | 40       | 1     | 9        | 121      | 8     | 0        | 47    | 41       | 1.98     | 1.15    |
| 2013       | 巨人       | 25    | 25    | 1     | 0     | 0        | 13    | 6     | 0        | 0           | .684  | 675   | 160.1    | 157      | 11          | 47       | 1     | 6        | 107      | 2     | 0        | 68    | 59       | 3.31     | 1.27    |
| 2014       | 巨人       | 22    | 22    | 2     | 2     | 2        | 7     | 9     | 0        | 0           | .438  | 603   | 144.2    | 139      | 11          | 36       | 1     | 5        | 105      | 5     | 0        | 51    | 51       | 3.17     | 1.21    |
| 2015       | 巨人       | 5     | 5     | 0     | 0     | 0        | 2     | 1     | 0        | 0           | .667  | 104   | 23.1     | 30       | 4           | 6        | 0     | 0        | 10       | 1     | 0        | 15    | 13       | 5.01     | 1.54    |
| 2016       | 巨人       | 18    | 18    | 0     | 0     | 0        | 9     | 6     | 0        | 0           | .600  | 442   | 107.1    | 104      | 10          | 22       | 0     | 5        | 81       | 2     | 0        | 47    | 47       | 3.94     | 1.17    |
| 2017       | 巨人       | 12    | 12    | 0     | 0     | 0        | 2     | 7     | 0        | 0           | .222  | 258   | 57.2     | 66       | 10          | 18       | 0     | 3        | 34       | 3     | 1        | 37    | 37       | 5.77     | 1.46    |
| 2018       | 巨人       | 15    | 14    | 1     | 1     | 0        | 5     | 5     | 0        | 0           | .500  | 358   | 82.0     | 95       | 11          | 19       | 2     | 3        | 56       | 3     | 0        | 38    | 38       | 4.17     | 1.39    |
| 2020       | 西武       | 4     | 4     | 0     | 0     | 0        | 1     | 2     | 0        | 0           | .333  | 83    | 19.0     | 18       | 3           | 6        | 0     | 1        | 12       | 0     | 0        | 12    | 9        | 4.26     | 1.26    |
| 2021       | 西武       | 2     | 2     | 0     | 0     | 0        | 1     | 0     | 0        | 0           | 1.000 | 36    | 7.0      | 11       | 2           | 5        | 0     | 0        | 3        | 1     | 0        | 6     | 6        | 7.71     | 2.29    |
| 2022       | 西武       | 5     | 3     | 0     | 0     | 0        | 0     | 1     | 0        | 0           | .000  | 50    | 12.0     | 12       | 2           | 2        | 0     | 0        | 8        | 0     | 0        | 4     | 4        | 3.00     | 1.17    |
| 通算：18年 | 通算：18年 | 335   | 318   | 28    | 12    | 8        | 135   | 104   | 0        | 2           | .565  | 8397  | 2007.0   | 1951     | 177         | 519      | 18    | 76       | 1519     | 55    | 1        | 805   | 722      | 3.24     | 1.23    |

- 各年度の太字はリーグ最高

### 年度別投手（先発）成績所属リーグ内順位
| 年 度 | 年 齢 | リ ｜ グ   | 完 投 | 完 封 | 勝 利 | 勝 率 | 投 球 回 | 奪 三 振 | 防 御 率 |
| ----- | ----- | ---------- | ----- | ----- | ----- | ----- | -------- | -------- | -------- |
| 2004  | 22    | セ・リーグ | -     | -     | -     | -     | -        | -        | -        |
| 2005  | 23    | セ・リーグ | -     | -     | -     | -     | -        | -        | -        |
| 2006  | 24    | セ・リーグ | 4位   | 4位   | 5位   | -     | 4位      | 3位      | 4位      |
| 2007  | 25    | セ・リーグ | 9位   | 6位   | 2位   | 3位   | 2位      | 1位      | 3位      |
| 2008  | 26    | セ・リーグ | 6位   | 3位   | 4位   | 5位   | 3位      | 3位      | 3位      |
| 2009  | 27    | セ・リーグ | 2位   | 6位   | -     | -     | 7位      | ‐        | 7位      |
| 2010  | 28    | セ・リーグ | 6位   | 5位   | 10位  | 6位   | 10位     | 7位      | ‐        |
| 2011  | 29    | セ・リーグ | 5位   | 7位   | 1位   | 2位   | 7位      | 5位      | 2位      |
| 2012  | 30    | セ・リーグ | 4位   | 1位   | 1位   | 2位   | 3位      | 8位      | 3位      |
| 2013  | 31    | セ・リーグ | -     | -     | 3位   | 2位   | 10位     | -        | 9位      |
| 2014  | 32    | セ・リーグ | 8位   | 2位   | -     | -     | -        | -        | 6位      |
| 2015  | 33    | セ・リーグ | -     | -     | -     | -     | -        | -        | -        |
| 2016  | 34    | セ・リーグ | -     | -     | 8位   | -     | -        | -        | -        |
| 2017  | 35    | セ・リーグ | -     | -     | -     | -     | -        | -        | -        |
| 2018  | 36    | セ・リーグ | -     | 4位   | -     | -     | -        | -        | -        |
| 2020  | 38    | パ・リーグ | -     | -     | -     | -     | -        | -        | -        |
| 2021  | 39    | パ・リーグ | -     | -     | -     | -     | -        | -        | -        |
| 2022  | 40    | パ・リーグ | -     | -     | -     | -     | -        | -        | -        |

### WBCでの投手成績
| 年 度 | 代 表 | 登 板 | 先 発 | 勝 利 | 敗 戦 | セ ｜ ブ | 打 者 | 投 球 回 | 被 安 打 | 被 本 塁 打 | 与 四 球 | 敬 遠 | 与 死 球 | 奪 三 振 | 暴 投 | ボ ｜ ク | 失 点 | 自 責 点 | 防 御 率 |
| ----- | ----- | ----- | ----- | ----- | ----- | -------- | ----- | -------- | -------- | ----------- | -------- | ----- | -------- | -------- | ----- | -------- | ----- | -------- | -------- |
| 2009  | 日本  | 1     | 1     | 0     | 0     | 0        | 12    | 2.2      | 3        | 0           | 1        | 0     | 0        | 2        | 0     | 0        | 1     | 1        | 3.38     |
| 2013  | 日本  | 2     | 0     | 0     | 0     | 0        | 11    | 2.1      | 2        | 0           | 1        | 0     | 1        | 3        | 0     | 0        | 4     | 4        | 15.43    |

### 年度別守備成績
| 年 度 | 球 団 | 投手  | 投手  | 投手  | 投手  | 投手  | 投手     |
| 年 度 | 球 団 | 試 合 | 刺 殺 | 補 殺 | 失 策 | 併 殺 | 守 備 率 |
| ----- | ----- | ----- | ----- | ----- | ----- | ----- | -------- |
| 2004  | 巨人  | 3     | 0     | 0     | 0     | 0     | ----     |
| 2005  | 巨人  | 26    | 4     | 23    | 0     | 2     | 1.000    |
| 2006  | 巨人  | 31    | 5     | 32    | 4     | 0     | .902     |
| 2007  | 巨人  | 28    | 7     | 40    | 0     | 3     | 1.000    |
| 2008  | 巨人  | 29    | 12    | 29    | 1     | 3     | .976     |
| 2009  | 巨人  | 27    | 8     | 23    | 1     | 1     | .969     |
| 2010  | 巨人  | 27    | 6     | 32    | 1     | 0     | .974     |
| 2011  | 巨人  | 28    | 8     | 44    | 1     | 2     | .981     |
| 2012  | 巨人  | 28    | 8     | 52    | 2     | 6     | .968     |
| 2013  | 巨人  | 25    | 6     | 41    | 2     | 1     | .959     |
| 2014  | 巨人  | 22    | 9     | 27    | 0     | 2     | 1.000    |
| 2015  | 巨人  | 5     | 1     | 6     | 0     | 1     | 1.000    |
| 2016  | 巨人  | 18    | 5     | 16    | 1     | 0     | .955     |
| 2017  | 巨人  | 12    | 2     | 10    | 0     | 0     | 1.000    |
| 2018  | 巨人  | 15    | 1     | 10    | 0     | 0     | 1.000    |
| 2020  | 西武  | 4     | 1     | 3     | 1     | 0     | .800     |
| 2021  | 西武  | 2     | 0     | 0     | 0     | 0     | ----     |
| 2022  | 西武  | 5     | 0     | 3     | 0     | 0     | 1.000    |
| 通算  | 通算  | 335   | 83    | 391   | 14    | 21    | .971     |

- 各年度の太字はリーグ最高

### タイトル
- 最多勝利：2回（2011年、2012年） ※2年連続はセ・リーグ最長タイ記録（他は金田正一、権藤博、村山実、平松政次、江川卓、遠藤一彦、斎藤雅樹、山本昌、セス・グライシンガー、菅野智之、青柳晃洋）
- 最多奪三振：1回（2007年）

### 表彰
- ベストナイン：1回（2012年）
- 月間MVP：2回（2009年9月、2011年5月）
- 日本シリーズMVP：1回（2012年）
- 日本シリーズ優秀選手賞：1回（2013年）
- セ・パ交流戦 最優秀選手賞（MVP）：1回（2012年）
- 最優秀バッテリー賞：1回（2012年 捕手：阿部慎之助）
- 日本シリーズ特別賞 - プロ野球スピリッツ賞：1回（2012年）
- セ・パ交流戦 日本生命賞：1回（2011年）
- オールスターゲーム新人賞（2006年）
- ゴールデンスピリット賞：1回（2016年）
- 最優秀投手：1回（2012年）
- JA全農Go・Go賞：1回（最多奪三振賞：2006年5月）
- 最優秀JCB・MEP賞：1回（2007年）
- 優秀JCB・MEP賞：1回（2006年）
- ヤナセ・ジャイアンツMVP賞：1回（2011年）[92]

### 記録
初記録
投手記録
- 初登板：2004年5月25日、対広島東洋カープ10回戦（サンマリンスタジアム宮崎）、9回表に3番手で救援登板・完了、1回3失点
- 初奪三振：同上、9回表に栗原健太から空振り三振[93]
- 初先発登板：2004年9月26日、対阪神タイガース27回戦（東京ドーム）、7回0/3を4失点
- 初勝利・初先発勝利：2005年4月9日、対中日ドラゴンズ2回戦（東京ドーム）、6回1失点[94]
- 初ホールド：2005年10月4日、対広島東洋カープ21回戦（東京ドーム）、7回表二死に3番手で救援登板、1/3回無失点
- 初完投勝利：2006年4月15日、対横浜ベイスターズ5回戦（横浜スタジアム）、9回1失点[9][95]
- 初完封勝利：2006年7月2日、対阪神タイガース9回戦（東京ドーム）[10][96]

打撃記録
- 初安打：2005年5月11日、対オリックス・バファローズ2回戦（東京ドーム）、7回裏にJPから中前安打
- 初打点：2006年5月6日、対東京ヤクルトスワローズ7回戦（東京ドーム）、6回裏に高津臣吾から中前適時打

節目の記録
- 1000投球回：2010年9月15日、対東京ヤクルトスワローズ21回戦（明治神宮野球場）、3回裏一死目に由規を三ゴロ ※史上323人目[97]
- 1000奪三振：2012年4月12日、対中日ドラゴンズ3回戦（東京ドーム）、8回表にトニ・ブランコから空振り三振 ※史上130人目[98]
- 100勝：2013年6月16日、対福岡ソフトバンクホークス4回戦（福岡 ヤフオク!ドーム）、9回3失点 ※史上131人目[94]
- 1500投球回：2013年8月6日、対横浜DeNAベイスターズ12回戦（郡山総合運動場開成山野球場）、5回裏一死目に三浦大輔を三振 ※史上167人目[99]
- 100敗：2018年8月28日、対広島東洋カープ 20回戦（東京ドーム）、2回2/3を8失点 ※史上119人目
- 1500奪三振：2020年8月22日、対オリックス・バファローズ戦11回戦（京セラドーム大阪）、6回裏に杉本裕太郎から見逃し三振 ※史上56人目[93]
- 2000投球回：2022年5月7日、対北海道日本ハムファイターズ7回戦（ベルーナドーム）、5回表三死目に谷内亮太を三ゴロ ※史上92人目、40歳0か月での達成は史上4番目の年長記録[55][100]

その他の記録
- オールスターゲーム出場：5回（2006年、2007年、2010年、2011年、2012年）

### 登場曲
- 「Hardball」Lil Bow Wow, Lil Wayne, Lil Zane & Sammie（2005年）
- 「JONAN音頭」GICODE（2005年 - 2006年、2010年）
- 「Carlito (Who's That Boy?)」Carlito（2006年 - 2008年）
- 「アイ・オブ・ザ・タイガー」サバイバー（2007年）
- 「カーニバル」ケツメイシ（2009年）
- 「Fighters Anthem Special ver. Giants Anthem」Zeebra（2011年 - 2012年）
- 「Switch On!」土屋アンナ（2012年）
- 「Climax Jump DEN-LINER form」AAA DEN-O form（2012年）
- 「Gangnam Style」PSY（2012年）
- 「Life is SHOW TIME」鬼龍院翔 from ゴールデンボンバー（2013年）
- 「JUST LIVE MORE」鎧武乃風（2014年）
- 「SURPRISE-DRIVE」Mitsuru Matsuoka EARNEST DRIVE（2015年）
- 「PRIDE」高梨康治（2016年、2020年 - ）
- 「Nobody can catch up with No.26」Hironari Tatsumi（2017年）
- 「Show us miracle」Hironari Tatsumi（2018年）

### 背番号
- 26（2004年 - 2018年）
- 27（2019年 - 2022年）
- 97（2023年）
- 77（2024年 - ）

### 代表歴
- 2009 ワールド・ベースボール・クラシック日本代表
- 2013 ワールド・ベースボール・クラシック日本代表